# Rábaszovát
Rábaszovát Bágyoggal Bágyogszovát néven egyesített egykori község Csornától keletre.

## Fekvése
A valamikori Rábaszovát község Sopron vármegyében, a csornai járásban, Csornától keletre feküdt. Főutcája a Bősárkány-Kisbabot között húzódó, mai 8511-es út volt, Szilsárkánnyal a ma 8423-as számozást viselő út kötötte össze. 1950 óta Bágyogszovát község része.

## Története
A községet először 1941-ben, majd véglegesen 1950-ben egyesítették Bágyoggal Bágyogszovát néven.